# Wilfrid Lawson (3e baronnet)
Wilfrid Lawson (1697 - 13 juillet 1737) est un homme politique britannique qui siège à la Chambre des communes de 1718 à 1737.

## Biographie

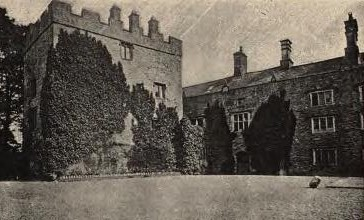
Isel Hall, Cumberland en 1892

Il est le fils et l'héritier de Sir Wilfrid Lawson (2e baronnet) (en) d'Isell, dans le Cumbria, et de son épouse, Elizabeth Preston, fille de George Preston de Holker, dans le Lancashire. Il succède à son père en 1704, héritant du titre de baronnet et à Isel Hall. Il s'inscrit au Queen's College d'Oxford en 1713 et est admis à Inner Temple en 1715 .
En 1717, il représente la circonscription de Cockermouth après que Nicholas Lechmere (1er baron Lechmere) ait accepté un poste ministériel et donc démissionné de son poste. Cependant, le directeur du scrutin fait un double rapport, annonçant l'élection de lord Percy Seymour et Sir Wilfrid Lawson. Les deux parties ont immédiatement réclamé contre le résultat. Lord Percy, déclare que Lawson est mineur, (n'ayant pas atteint l'âge de 21 ans), alors que Lawson fonde sa requête sur le motif de la corruption. Bien que les deux pétitions aient été retirées, sir Wilfrid s'est retiré et Lord Percy prend le siège .
En 1718, il devient député de la circonscription de Boroughbridge. Il prononce son premier discours le 11 novembre, en soutien au gouvernement sur le Discours du Trône, en votant en faveur de l'abrogation des lois occasionnelles sur la conformité et le schisme, mais contre le projet de loi sur la pairie. En 1721, il figure dans le rapport du comité de la Chambre des communes sur la compagnie de la mer du Sud parmi les députés qui ont accepté des pots-de-vin de la compagnie, dans son cas 1 000 £ en stock .
Lawson est le valet de la chambre à coucher de George Ier de 1720 à 1725  et est élu membre de la Royal Society en 1718 .
En 1722, il est réélu pour Cockermouth, qu'il représente jusqu'à sa mort. Il continue à soutenir le gouvernement jusqu'en janvier 1724, date à laquelle il appuie une motion de l'opposition visant à démanteler des troupes supplémentaires engagées en 1723; en février 1725, il appuie la requête de William Pulteney (1er comte de Bath) visant à renvoyer le rapport sur Lord Macclesfield à un comité restreint au lieu de le destituer; en mars 1726, il appuie de nouveau Pulteney dans son opposition à un crédit; et en janvier 1727, il demande des documents relatifs à l'adhésion de la Suède au traité de Hanovre, cette motion étant rejetée .
Lors du Parlement suivant, il devient l'un des principaux whigs de l'opposition, s'exprimant contre le gouvernement à la suite d'un vote de crédit en 1728 et des arriérés de la liste civile en 1729, lorsqu'il dirige l'opposition au discours du Trône. Il parle de nouveau pour la première fois en janvier 1732 contre le traité de Séville et en février 1733, sur l'armée. En février 1733, il demande des papiers relatifs aux déprédations espagnoles et fait adopter sa motion, malgré les critiques sérieuses du Premier ministre de l'époque, Robert Walpole . En 1736, il appuie une motion de l'opposition visant à abroger la Test Act. En 1737, il se prononce en faveur d’une augmentation de l’indemnité versée au prince de Galles .
À sa mort à Newcastle-upon-Tyne en 1737, Lawson donne au vicaire de l'église d'Isel les dîmes de Blindcrake, Sunderland, Isel Old-Park et Isel Gate au lieu des dîmes d'Isel Demesne.
Il épouse Elizabeth Lucy Mordaunt, fille de l'hon. Harry Mordaunt, et nièce du comte de Peterborough, avec qui il a deux fils et deux filles. Son fils aîné, Sir Wilfrid Lawson, 4e baronnet (1731-1739) et son fils cadet Sir Mordaunt Lawson, 5e baronnet (1735-1743) meurent tous deux dans l'enfance, mettant ainsi fin à la dynastie Lawson de l'Isel.
La fille aînée Elizabeth, décédée en 1759, devient demoiselle d'honneur de la princesse de Galles et, bien que courtisée par le général James Wolfe, héros du Québec, elle refuse de se marier .